# Stevenia perpendicularis
Stevenia perpendicularis är en tvåvingeart som först beskrevs av Friedrich Hermann Loew 1855.  Stevenia perpendicularis ingår i släktet Stevenia och familjen gråsuggeflugor.
Artens utbredningsområde är Frankrike. Inga underarter finns listade i Catalogue of Life.